# 我々は月に行くことを選択する
「我々は月に行くことを選択する」（われわれはつきにゆくことをせんたくする、We choose to go to the Moon）は、アメリカ合衆国大統領ジョン・F・ケネディが1962年9月12日にテキサス州ヒューストンのライス大学において行った演説の一節である。この演説は、1970年までに人類を月面に着陸させて無事に帰還させるという計画に対するアメリカ国民の支持を高めることを目的として行われた。
演説の中でケネディは、宇宙を「新たなフロンティア」と位置づけてアメリカ人が持つ開拓者精神に訴えかけ、アメリカ人は、運命を選ばされるのではなく、自ら選ぶ自由を享受できると強調した。この演説は広く反響を呼んだが、その費用や価値について不安視する流れを止めることはできなかった。ケネディの目標は、その死後の1969年7月、アポロ11号のミッションの成功によって実現した。

## 背景
1961年1月にケネディが大統領に就任したとき、多くのアメリカ人は、ソビエト連邦との宇宙開発競争において、その4年前に初の人工衛星「スプートニク1号」の打ち上げに成功したソ連に対してアメリカは負けていると感じていた（スプートニク・ショック）。1961年4月12日にユーリイ・ガガーリンを乗せた「ボストーク1号」による世界初の有人宇宙飛行が成功したことで、その認識はさらに強まった。その5日後のピッグス湾事件により、アメリカの威信はさらに傷つけられた。
ケネディは、アメリカの宇宙における優位性を決定的に示すような成果が政治的に必要であると確信した。そして、副大統領で国家航空宇宙会議の議長でもあるリンドン・ジョンソンに対し、アメリカがソ連を打ち負かすような、どのような成果を上げることができるかと、そのためにかかる費用を調査するように命じた。ジョンソンはNASAに相談した。NASA長官に就任したばかりのジェイムズ・エドウィン・ウェッブはジョンソンに対し、「宇宙ステーションの打ち上げでソ連に勝つ可能性はなく、アメリカが最初に人類を月周回軌道へ送れるかどうかもわからない。最良の選択は人類を月面に着陸させることである」と述べた。それを1970年までに達成するためには、220億ドル（2023年の物価換算で1720億ドル）が必要だとウェッブは考えていた。ジョンソンはまた、ロケット開発者のヴェルナー・フォン・ブラウン、バーナード・シュリーヴァー中将ら軍の指導者、および、3人の企業幹部（CBSのフランク・スタントン、アメリカン・エレクトリック・パワーのドナルド・C・クック、ブラウン・アンド・ルートのジョージ・R・ブラウン）にも相談した。
1961年5月25日、ケネディは議会において、「この10年の間に、アメリカ合衆国は人類を月面に着陸させ、安全に地球に帰還させるという目標を達成することを約束すべきだ」と提案した。この提案は当初、広い支持を得られていなかった。1961年4月にギャラップが行った世論調査では、58％のアメリカ人が反対していた。
ケネディが提案した目標は、NASAのアポロ計画に具体的な方向性を与えるものであり、その実現のためにはNASAの宇宙タスクグループを有人宇宙船センターに拡張する必要があった。新センターの建設地にはテキサス州ヒューストンが選ばれ、ライス大学の仲介によりハンブル石油社が1961年に土地を寄贈した。1962年9月、ケネディは新施設の視察のためにヒューストンを訪問した。ケネディはこの機会を利用して、宇宙開発に対する国民の支援を呼びかける演説を行うことにした。大統領顧問でスピーチライターのセオドア・C・ソレンセンが演説の初稿を執筆し、ケネディ自身により一部変更が加えられた。

## 演説
1962年9月12日、晴天のもと、ケネディはライス大学内のライス・スタジアムにおいて、4万人の観衆を前に演説を行った。観衆の多くはライス大学の学生だった。「我々は月に行くことを選択する」というよく引用される文言は、演説の中間部分にある。以下にその部分の原文と日本語訳を掲げる。
We set sail on this new sea because there is new knowledge to be gained, and new rights to be won, and they must be won and used for the progress of all people. For space science, like nuclear science and all technology, has no conscience of its own. Whether it will become a force for good or ill depends on man, and only if the United States occupies a position of pre-eminence can we help decide whether this new ocean will be a sea of peace or a new terrifying theater of war. I do not say that we should or will go unprotected against the hostile misuse of space any more than we go unprotected against the hostile use of land or sea, but I do say that space can be explored and mastered without feeding the fires of war, without repeating the mistakes that man has made in extending his writ around this globe of ours. There is no strife, no prejudice, no national conflict in outer space as yet. Its hazards are hostile to us all. Its conquest deserves the best of all mankind, and its opportunity for peaceful cooperation may never come again. But why, some say, the Moon? Why choose this as our goal? And they may well ask, why climb the highest mountain? Why, 35 years ago, fly the Atlantic? Why does Rice play Texas? We choose to go to the Moon. We choose to go to the Moon... We choose to go to the Moon in this decade and do the other things, not because they are easy, but because they are hard; because that goal will serve to organize and measure the best of our energies and skills, because that challenge is one that we are willing to accept, one we are unwilling to postpone, and one we intend to win, and the others, too.
日本語訳
我々がこの新しい海に出帆するのは、そこに得るべき新たな知識と勝ち取るべき新たな権利があるためである。それらは全ての人々の進歩のために獲得され利用されなければならない。宇宙科学は、原子力科学やあらゆる技術と同様、それ自体に良心はない。それが善となるか悪となるかは人類次第である。そして、この新しい海が、平和の海となるか、あるいは新たな恐ろしい戦争の舞台となるかを決定する手助けを我々ができるのは、アメリカ合衆国が卓越した地位を占めた場合のみである。私は、宇宙の敵対的利用に対して無防備でいるべきだ、あるいは無防備でいるつもりだと言っているのではない。陸海の敵対的利用に対して無防備でいるべきではないのと同様である。私が言いたいのは、戦争の火に油を注ぐことなく、また、人類がこの地球上に勢力を拡大するときに犯した過ちを繰り返すことなく、我々は宇宙を探索し支配することが可能であるということである。宇宙にはまだ、争いも偏見も国家間の対立もない。それらによる危険は、我々全てにとって敵対的である。宇宙の征服は全人類が最善を尽くすに値するものであり、平和的協力の機会は二度と訪れないかもしれない。しかし、誰かが問うだろう。なぜ月なのか? なぜそれを目標に選んだのか? そして彼らはこう訊ねるだろう。なぜ最も高い山に登るのか? なぜ35年前に大西洋を横断したのか? なぜライス大学はテキサス大学と試合をするのか? 我々は月に行くことを選択する。我々は月に行くことを選択する。……我々は月に行くことを選択する。この十年紀の間で、その他のこともしながらである。我々がそれを選ぶのは、容易だからではなく、困難だからである。その目標が、我々の持つ行動力や技術の最善といえるものを集結しそれがどれほどのものかを知るのに役立つこととなるからである。その挑戦が、我々が受けて立つことを望み、先延ばしすることを望まないものであり、我々が、そしてそれ以外の人々もまた、勝ち取ろうと志すものだからである。
ライス大学とテキサス大学のフットボールチームのライバル関係に触れた部分は、ケネディ自身により追加されたものであり、スポーツファンの記憶に残っている。テキサス大学がカレッジフットボールの強豪であるのに対し、ライス大学のチームはそれほど強くなかったが、両校の直接対決においては拮抗しており、1930年から1966年までの間で、ライスはテキサスに対し18勝17敗1分であった。しかし、この演説以降、ライスがテキサスに勝ったのは1965年と1994年の2回だけである。

## 解説

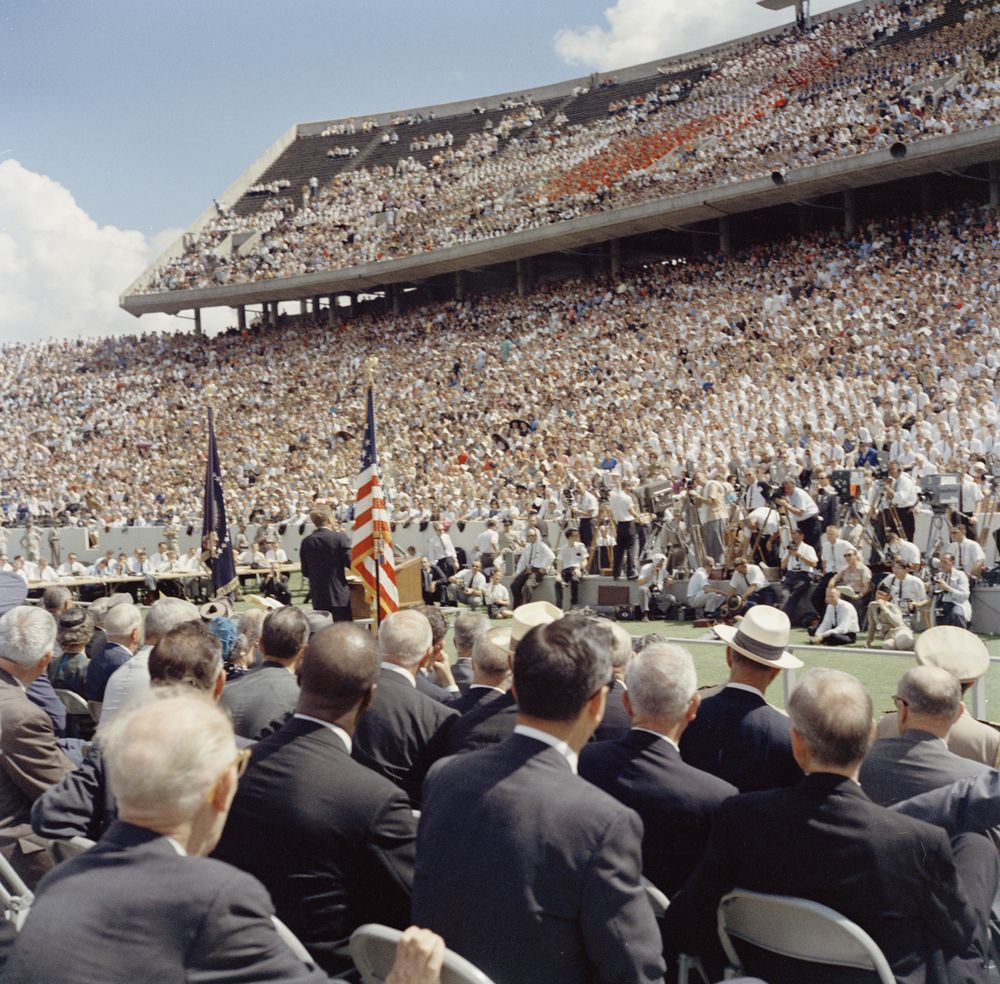
ケネディの演説を聞くライス大学の観衆

この演説の中でケネディは、宇宙を探検したいという願望を、アメリカの建国以来の開拓者精神と同一視した。これによりケネディは、世界に向けて「一緒に星々を探検しよう」と述べた大統領就任演説に言及することができた。1961年6月に、ソ連首相のニキータ・フルシチョフと会談した際、ケネディは月面着陸を米ソ共同プロジェクトとすることを提案したが、フルシチョフはこの申し出を断った。
演説の中で、宇宙の軍事化に対して修辞的に反対をした。人類の歴史を50年間に凝縮して、「先週ペニシリンとテレビと原子力を開発したばかりであり、今、アメリカの新しい宇宙船（マリナー2号）が金星への到達に成功すれば、我々は今夜、文字通り星に到着することになる」と述べた。この比喩は、聴衆に切迫感と変革の感覚を与えようとしたものである。
"We choose to go to the Moon"（我々は月に行くことを選択する）と3回繰り返した後に、その理由を述べた箇所は、宇宙へ行くという決定が、アメリカ国民が追求すること選んだ選択肢であるということを強調したものである。ケネディは、宇宙へ行くことは必要なのだと述べるのではなく、その取り組みが国民を団結させ、競争に向かわせるという利点を強調した。ケネディは先に議会で「人類が引き受けなければならないことは全て、自由な人間は完全に分かち合わなければならない」と述べた。この言葉は、アメリカ国民が享受している、運命を選ばされるのではなく、自ら選ぶことができるという自由を強調したものである。
この演説により、宇宙開発に関心を持つアメリカ国民の数を大幅に増やした。ケネディはまず、宇宙は全人類の新たなフロンティアであると語り、聴衆に夢を与えた。そして、人類の歴史を凝縮して、ごく短時間のうちに宇宙旅行が可能になることを示し、その夢が実現可能であることを伝えた。最後に、ケネディは"We"（我々）という言葉を使って、世界中の全ての人々だけでなく、聴衆も巻き込んだ。

## 反応

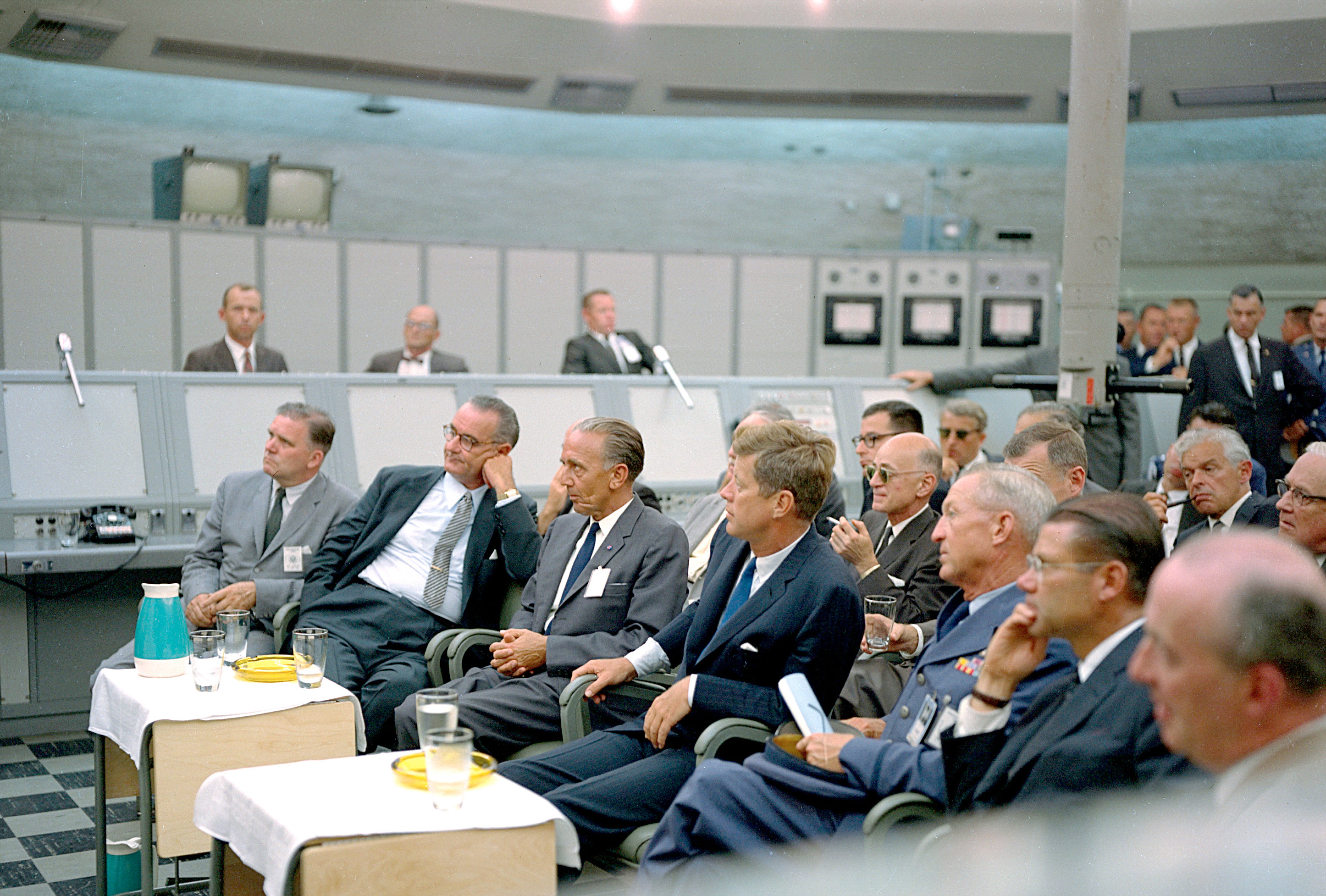
1962年9月11日、ケープカナベラルでのブリーフィング。前列左からNASA長官ジェイムズ・ウェッブ、副大統領リンドン・ジョンソン、NASA発射センター所長クルト・デブス、大統領ジョン・F・ケネディ、空軍中将レイトン・I・デイヴィス、国防長官ロバート・マクナマラ。

『テキサス・マンスリー』誌の編集者で、ライス大学OBのポール・ブルカはこの日ライス・スタジアムの観衆の中にいた。ブルカは演説の50年後、「（この演説は）当時のアメリカ人の未来に対する観点を物語るものである。これは偉大な演説であり、全ての記録された歴史を要約し、それを我々自身の時代の歴史に据えるものである。今日の政治家とは違い、ケネディは国家としての、我々の最悪ではなく最良の衝動に対して語りかけた」と回想している。
当時ライス大学の教授だったロン・サスとロバート・カールも、教授陣の一員として演説会場にいた。カールは宇宙探索計画にかかる費用に驚いていた。彼らにとって、この野心的な目標は当時それほど注目に値するものとは思えなかった。このケネディの演説の内容は、1960年に当時の大統領ドワイト・D・アイゼンハワーがライス大学で行った演説とそれほど変わらなかった。しかし、アイゼンハワーの演説はすでに忘れ去られているが、ケネディの演説は未だ記憶に残っている。
この演説により、月面着陸の効果について不安視する流れを止めることはできなかった。月面着陸のための費用をかけてやるべきことは他にもたくさんあった。アイゼンハワーは「月へ行くために400億ドルもかけるなんて、どうかしている」と述べた。バリー・ゴールドウォーター上院議員は、民間の宇宙計画により、より重要な軍事計画が押しのけられていると主張した。ウィリアム・プロックスマイア上院議員は、科学者たちが軍事研究から宇宙開発へと流れることを恐れた。宇宙開発の予算削減はかろうじて回避された。
ケネディは1963年9月20日に国連総会で演説し、月の米ソ共同探査を再び提案した。フルシチョフは参加に慎重なままで、1963年10月には、ソ連は宇宙飛行士を月に送る計画はないと明言した。しかし、フルシチョフの軍事顧問は、ソ連がアメリカの技術を手に入れる機会であり、この提案は良いものだとフルシチョフに進言していた。
ケネディは1963年4月、8月、10月にアポロ計画の見直しを命じた。最終報告は、ケネディが暗殺された1週間後の1963年11月29日に受理された。

## 遺産
月の米ソ共同探査の構想はケネディの死とともに放棄されたが、アポロ計画はケネディを記念するものとなった。1969年7月にアポロ11号のミッション成功で、1970年までに有人月面着陸させるというケネディの目標は達成された。この偉業はケネディの演説の不朽の遺産であるが、ケネディは、この目標を達成した後に何をするかという指示を残さなかった。アポロ計画によって月面探査の時代が切り開かれることはなく、1972年のアポロ17号を最後に有人月面ミッションは今日まで行われていない。アポロ18号以降のアポロ計画も予算削減で中止された。スペースシャトル計画や国際宇宙ステーション計画は、アポロ計画のように国民の想像力をかき立てるものではなく、NASAは不十分な資源での計画の実行を余儀なくされた。
1989年にジョージ・H・W・ブッシュ大統領（宇宙探査イニシアチブ）によって、2004年にジョージ・W・ブッシュ大統領（コンステレーション計画）によって、宇宙探査の野心的なビジョンが提案された。2010年にバラク・オバマ大統領によってコンステレーション計画が打ち切られて以降、アメリカの宇宙開発の未来は不透明なものとなった。
スペースセンター・ヒューストンに、この演説が行われた演説台が展示されている。